# Jakkaphong Jakrajutatip

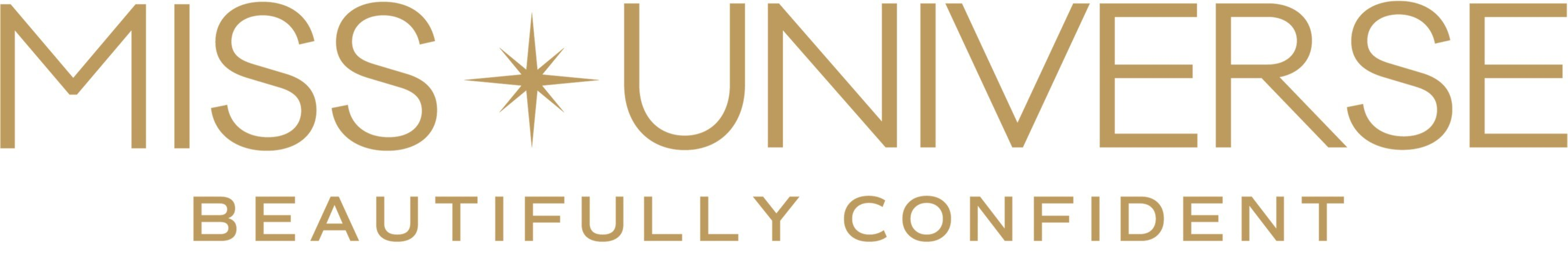
Miss Universe, organización adquirida por Anne

Anne Jakkaphong Jakrajutatip, más conocida como Anne Jakkaphong o Anne JKN, (Bangkok, 17 de febrero de 1979) es una empresaria tailandesa, directora ejecutivo y fundadora del conglomerado multinacional tailandés JKN Global Group Public Company Limited, y propietaria de las organizaciones de concursos de belleza Miss Universe, Miss USA y Miss Teen USA. Es una mujer transgénero.
En 2018 creó la Fundación Life Inspired For Transexual (LIFT) para abogar por los derechos a la dignidad y las oportunidades para las personas trans.

## Primeros años y educación
Es la hija mayor de una familia tailandesa-china en Bangkok. Su familia tenía una tienda de alquiler de videos, así que le gusta ver películas, especialmente cine extranjero. Esto le hizo disfrutar y practicar el inglés por sí mismo, y recibió permiso de su padre para estudiar en Australia.
Anne completó una licenciatura en relaciones internacionales en la Universidad Bond. Obtuvo un certificado de Desarrollo Inmobiliario de la Universidad Chulalongkorn, Bangkok y completó su Programa de Acreditación de Directores (DAP) del Instituto Tailandés de la Asociación de Directores en 2016. Durante su juventud atravesó un proceso de transición y posterior cirugía de reasignación de sexo.

## Carrera
Anne fundó en el año 2013 la compañía STGCP (después JKN Global Group) la cual es un conglomerado de negocios de diferentes industrias como bebidas enérgeticas, distribución de contenido multimedia, cosméticos, productos de salud, compras desde el hogar , entretenimiento, eventos, cine, medios de comunicación, cuidado personal, publicidad televisiva y programas de televisión.
En octubre de 2022 compró por 20 millones de dólares a IMG Models los concursos de belleza Miss Universe, Miss USA y Miss Teen USA, con el deseo de expandir la causa del empoderamiento e incentivar la equidad e inclusión social de las mujeres entre aquellas que se ven privadas de sus derechos por discriminación de género.
Durante la edición 71 de Miss Universe, ha tomado un papel relevante dentro del certamen y los medios de comunicación siendo una voz de motivación para las candidatas y los seguidores del concurso, posicionándola como una plataforma de liderazgo y describiendo su llegada como una nueva era para las mujeres en la historia de la belleza por lo que realizó cambios a los simbolismos del concurso en diciembre de 2022, la banda que portaba la Miss Universe fue reemplazada luego de 20 años por un diseño moderno hecho a partir de tela e hilos reciclados con el fin de incentivar el cuidado y la sostenibilidad del medio ambiente; presentó una nueva Corona llamada Force for Good realizada por la joyería emiratí Mouawad inspirada en los océanos del planeta.

## Vida personal
Tiene dos hijos llamados Andrew y Angelica de ciudadanía estadounidense, ambos a través de gestación subrogada.
Actualmente vive en Bangkok, Tailandia.